# Graafschap Tonnerre
Het graafschap Tonnerre was een graafschap in Frankrijk rond de stad Tonnerre.
Het graafschap Tonnerre werd voor de eerste keer in de achtste eeuw vermeld. De graaf had de burcht Tonnerre in leen van het bisdom Langres. Verschillende adellijke heerlijkheden wisten zich los te maken uit het graafschap: Rougemont (zetel van de burggraven), Ligny-le-Châtel, Montbard. De eerste met naam bekende graaf was mogelijk de latere aartsbisschop van Sens, de heilige Ebbo (omstreeks 750). 
Sinds het eind van de negende eeuw functioneerde er een gravenhuis, waar de namen Guy en Miles toonaangevend waren. Miles IV (eind tiende eeuw) huwde met de erfdochter van het grafelijk huis van Bar-sur-Seine. Zijn kleinzoon, Hugo Reinhard, bisschop van Langres, droeg het graafschap Tonnerre in 1016 over aan graaf Willem, die ook al het graafschap Nevers en het Auxerre bezat.
De drie graafschappen Tonnerre, Nevers en Auxerre bleven verenigd tot de dood van prins Jan Tristan van Frankrijk in 1270. Hij was een zoon van koning Lodewijk IX van Frankrijk en de echtgenoot van Yolande van Bourgondië de oudste dochter van hertog Odo van Bourgondië. Na een proces deelden de drie dochters van Odo de erfenis. Het graafschap Tonnerre viel aan Margaretha van Tonnerre (overleden 1308), die koningin van Sicilië was door haar huwelijk met Karel van Anjou. Nadat de koningin in 1285 weduwe was geworden, trok ze zich terug in Tonnerre en stichtte er in 1293 het hospitaal. Margaretha liet het graafschap na aan haar neef Willem van Chalon-Auxerre en zijn nakomelingen.
Lodewijk II van Chalon-Tonnerre geraakte door zijn ontvoering van de Bourgondische hofdame Jeanne de Perellos in strijd met hertog Jan zonder Vrees van Bourgondië. Lodewijk sloot zich aan bij de tegenstanders van de Bourguignons, de Armagnacs. De hertog van Bourgondië veroverde Tonnerre in 1414 en confisqueerde het graafschap, hoewel zijn rechten als suzerein zich beperkten tot de drie kasselerijen Laignes, Grizelles en Cruzy. 
Hertog Filips de Goede van Bourgondië schonk het graafschap aan zijn zwager Arthur van Richemont. Arthur moest het graafschap bij de Vrede van Atrecht (1435) weer afstaan. Het graafschap werd teruggegeven aan Margaretha van Chalon-Tonnerre, zuster van Lodewijk II en echtgenote van Olivier de Husson.

## Referentie
- J. Richard, art. Tonnerre, in Lexikon des Mittelalters VIII (1997), coll. 859-860.